# ハヌマンラングール
ハヌマンラングール（Semnopithecus entellus）は、霊長目オナガザル科に分類される霊長類。

## 分布
インド、スリランカ、パキスタン、バングラデシュ、中華人民共和国、ネパール

## 形態
体長オス51 - 78センチメートル、メス41 - 68センチメートル。尾長69 - 108センチメートル。体重オス8 - 20キログラム、メス5 - 17キログラム。メスよりもオスの方が大型になる。体形は細長い。ラングールはサンスクリット語で「痩せたサル」の意。ヒンディー語で「長い尻尾」の意。全身は灰褐色の体毛で覆われる。
顔や四肢の甲では黒い皮膚が露出している。四肢は細長い。

## 分類
英語版やワシントン条約等では、基亜種S. e．entellus以外の亜種のうちの一部をハヌマンラングール属の別種としている。
- S. e．entellus (Dufresne, 1797) Northern Plains Gray Langur
- S. e．achates (Pocock, 1928) Plains Langur
- S. e．ajax (Pocock, 1928) Kashmir Gray Langur
- S. e．anchises Blyth, 1844 Deccan Hanuman Langur
- S. e．dussumieri Geoffroy, 1843 Southern Plains Gray Langur
- S. e．hector (Pocock, 1928) Tarai Gray Langur
- S. e．hypoleucos Blyth, 1841 Black-footed Gray Langur
- S. e．priam Blyth, 1844 Tufted Gray Langur
- S. e．schistaceus Hodgson, 1841 Nepal Gray Langur
- S. e．thersites (Blyth, 1847) Southern Gray Langur

## 生態
低地から標高3500mまでの森林等に生息する。樹上にも登るが、主に地上棲。1頭もしくは少数のオスと、数十頭のメスや幼獣からなる中規模な群れを形成し生活する。若いオスのみで群れを形成することもある。近年若いオスが群れのオスを追い出しした後に、追い出したオスとメスとの間に産まれた幼獣を殺すこと（子殺し）が初めて確認されたサルとして有名である。しかしこの生態にも地域変異があるらしく、上記の1つの群れに複数のオスが含まれる個体群においては子殺しは行われないようである。
樹上での生活において長い尾は役立つが、地上での移動する際は邪魔なため尾を上げて移動する。尾の上げ方にも地域変異がある。
食性は植物食で、木の若葉、樹皮、果実、レンズ豆・唐辛子などの種子等を食べる。
繁殖形態は胎生で、1回に1頭の幼獣を産む。

## 人間との関係
ハヌマン（ハヌマーン）はインド神話（『ラーマーヤナ』）に登場する神で、本種の形態がハヌマーンを連想させたと思われる。
生息地ではハヌマーンの使いと信じられている。インドにおいてハヌマーンの民間信仰は強くそれに伴い、本種は手厚く保護されている。そのため本種は人を恐れることなく都市部や寺院等にも生息し、民家や商店から食物を奪い取ることもある。（現地では）人に被害を及ぼすアカゲザルにとってライバル的な存在のため、アカゲザル撃退用に猿回し芸人がラングールを調教し、使役している。